# Ipso jure
Ipso jure, latin för "genom själva lagen", med rätta, i och för sig.